# 局所収束性
局所収束性（きょくしょしゅうそくせい、英語: locally convergent、局所的収束性）は、数値解析において反復法の初期点が最適解に十分に近いときにその最適解に収束することが保証されていることを表す。ニュートン法に挙げられるように非線形方程式あるいは非線形方程式系に対する反復法では一般的に局所収束性を満たす。
任意の初期点から大域的最適解への収束性を有する反復法は大域収束性、大域的収束性に分類される。線型方程式系に対する反復法では一般的に大域収束性を満たす。